# Voronovo

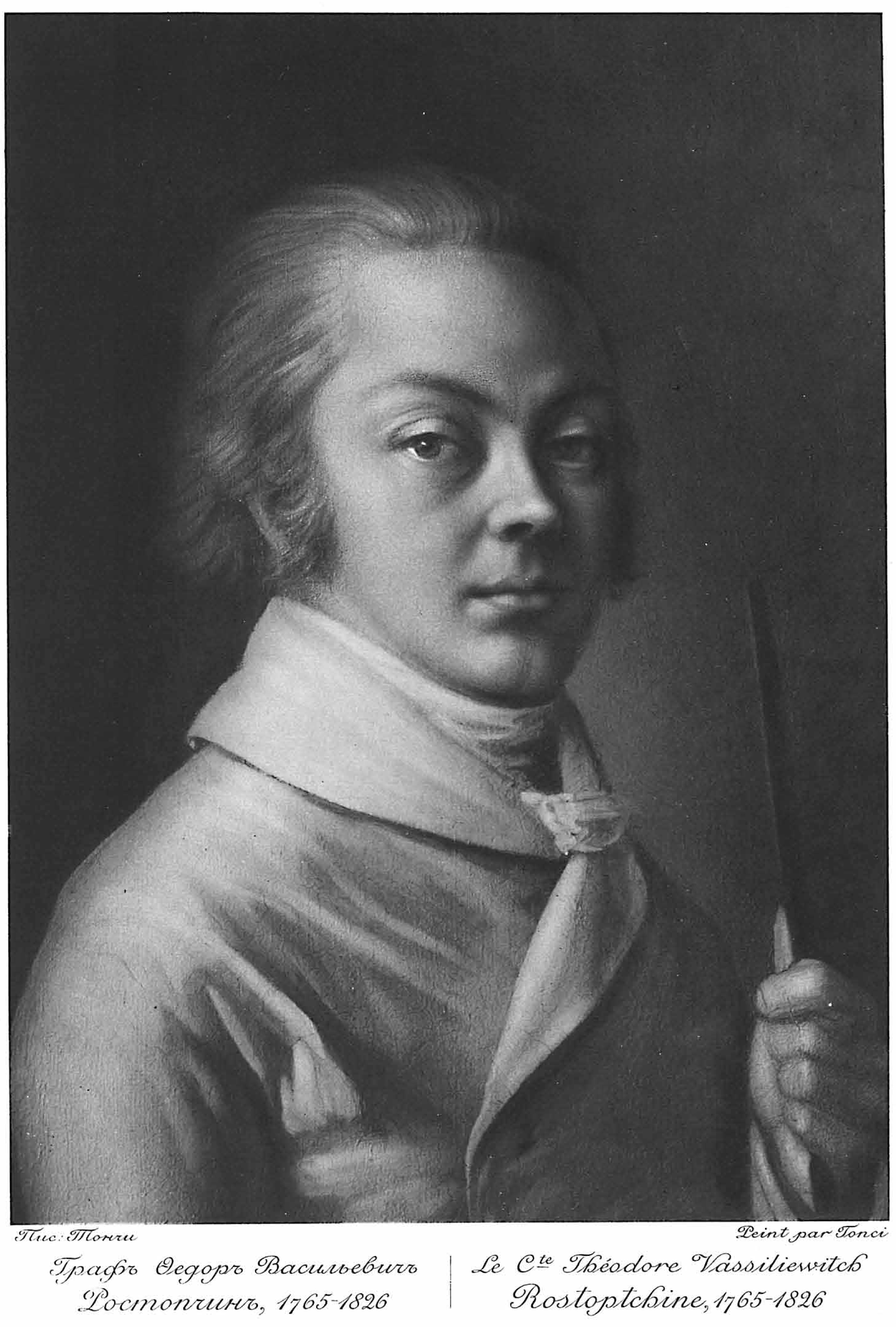
Le comte Fiodor Rostopchine (1765-1826).

Voronovo (Во́роново) est un manoir et un domaine de plus de 45 000 hectares (au XIXe siècle) situé dans les environs de Moscou. Il appartenait au comte Fiodor Rostopchine, maire de Moscou qui ordonna l'incendie de Moscou en 1812 et qui fit brûler aussi son domaine pour chasser l'armée napoléonienne. Le domaine appartient ensuite aux comtes Cheremetiev qui restaurent le manoir. Il appartient aujourd'hui au ministère du Développement économique.
Jusqu'au milieu de l'année 2012, le village attenant de Voronovo dépendait du raïon de Podolsk de l'oblast de Moscou. Il appartient aujourd'hui à la Grande Moscou, dans le district administratif de Troïtsk.

## Histoire
Voronovo est l'un des manoirs les plus anciens des environs de Moscou. Avant le Temps des Troubles, il y avait la propriété des boyards Voronoï-Volynski descendants du prince Bobrok. À partir de 1640, le domaine appartient à F.V. Volynski, puis à ses descendants, puis au milieu du XVIIIe siècle au général-comte Vorontsov (marié en 1740 à Maria Artemievna Volynskaïa, fille du ministre du Cabinet, A.P. Volynski). Leur fils, le comte A.I. Vorontsov (parrain de baptême d'Alexandre Pouchkine), possède le domaine jusqu'en 1800 date à laquelle il le vend au comte Fiodor Rostopchine (1765-1826), père de la comtesse de Ségur. Son fils l'écrivain André Fiodorovitch Rostopchine en est ensuite le propriétaire jusqu'en 1860 avec sa femme la poétesse Eudoxie Rostopchina, née Souchkova). Ensuite le domaine passe au comte Alexandre Dmitrievitch Cheremetiev, musicien, puis à son beau-frère, l'historiographe Sergueï Dmitrievitch Cheremetiev. La dernière propriétaire (de 1894 à 1917) est sa fille, la comtesse Anna Sergueïevna Sabourova.
Après l'exécution du ministre du Cabinet Artemi Volynski, le domaine lui est retiré et passe au trésor, mais quelques années plus tard, sous le règne d'Élisabeth, il revient à sa fille qui est mariée au comte Vorontsov.
Les frères Vorontsov, fondateurs des traditions immobilières russes du Nouvel Âge, ont orné au milieu du XVIIIe siècle de nombreuses provinces de Russie avec des maisons de maître en pierre à la campagne. L'aménagement du parc à Voronovo (ou Vorontsovo) est réalisé par l'architecte Karl Blank. Un manoir de deux étages avec un portique octostyle et des dépendances est ensuite conçu pour le comte Artemi Vorontsov par le maître du palladianisme, Nikolaï Lvov. C'est ainsi qu'il décrit le domaine dans une lettre (1793) à un ami, Dmitri Boutourline, gendre du propriétaire:
« Vous vous souvenez de Voronovo du temps d'Ivan Larionovitch tout comme moi. Eh bien. Vous ne sauriez rien. La maison est un vrai palais, à peu près dans le même esprit que la maison de Moscou, et peut-être même plus. Le goût de Lvov est reconnaissable dans les colonnades et les rotondes. Dieu sait quand tout sera fini. Quant à moi, je vis dans une maison hollandaise construite par Blank à l'époque d'Ivan Larionovitch. Le domaine est magnifique, forêts et autres de toute splendeur. »

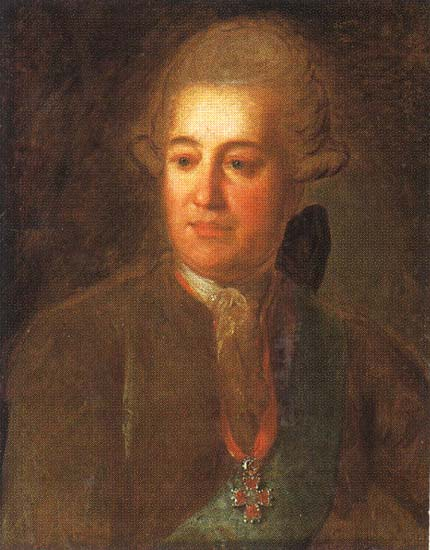
Ivan Larionovitch Vorontsov, propriétaire
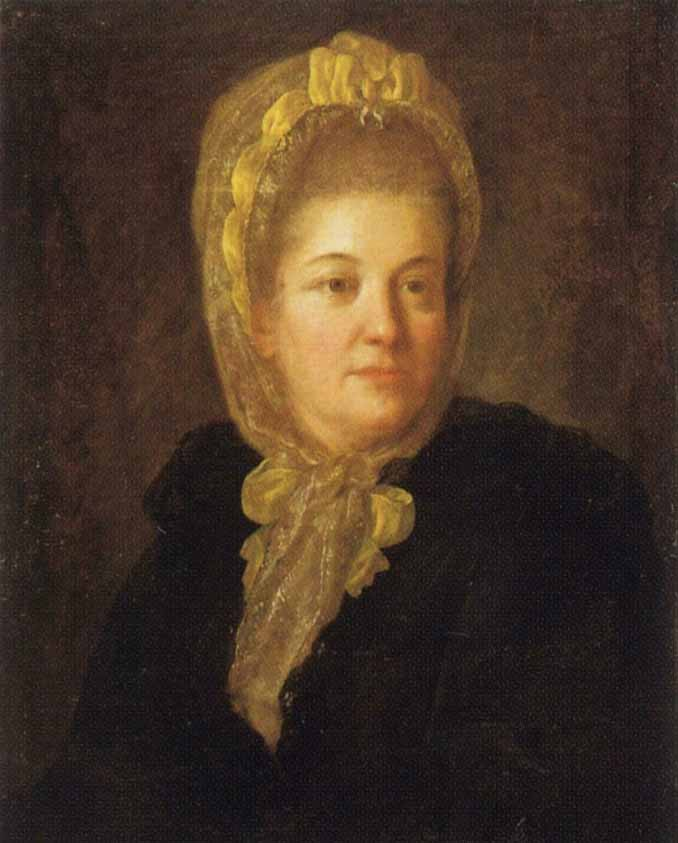
Maria Artemievna, née Volynskaïa, épouse
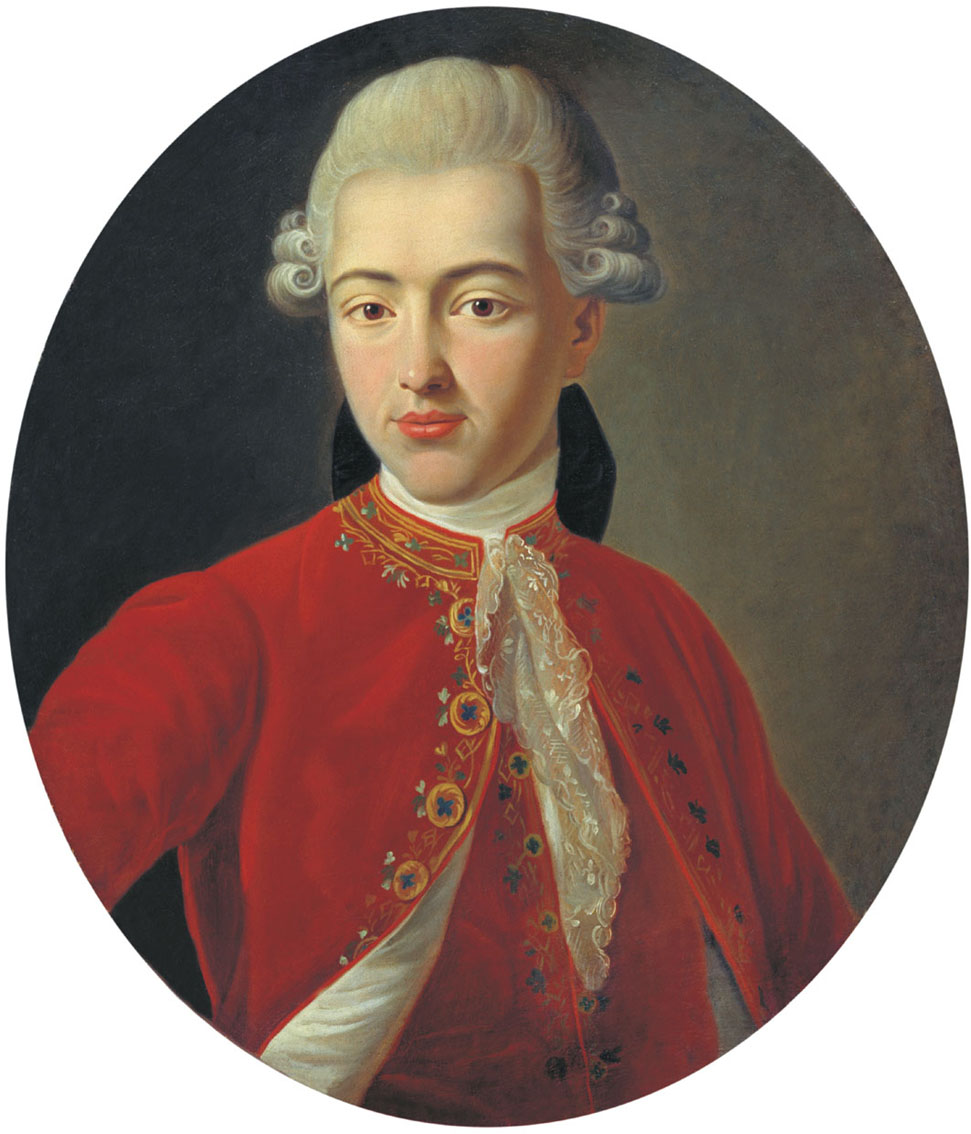
Illarion Ivanovitch, fils
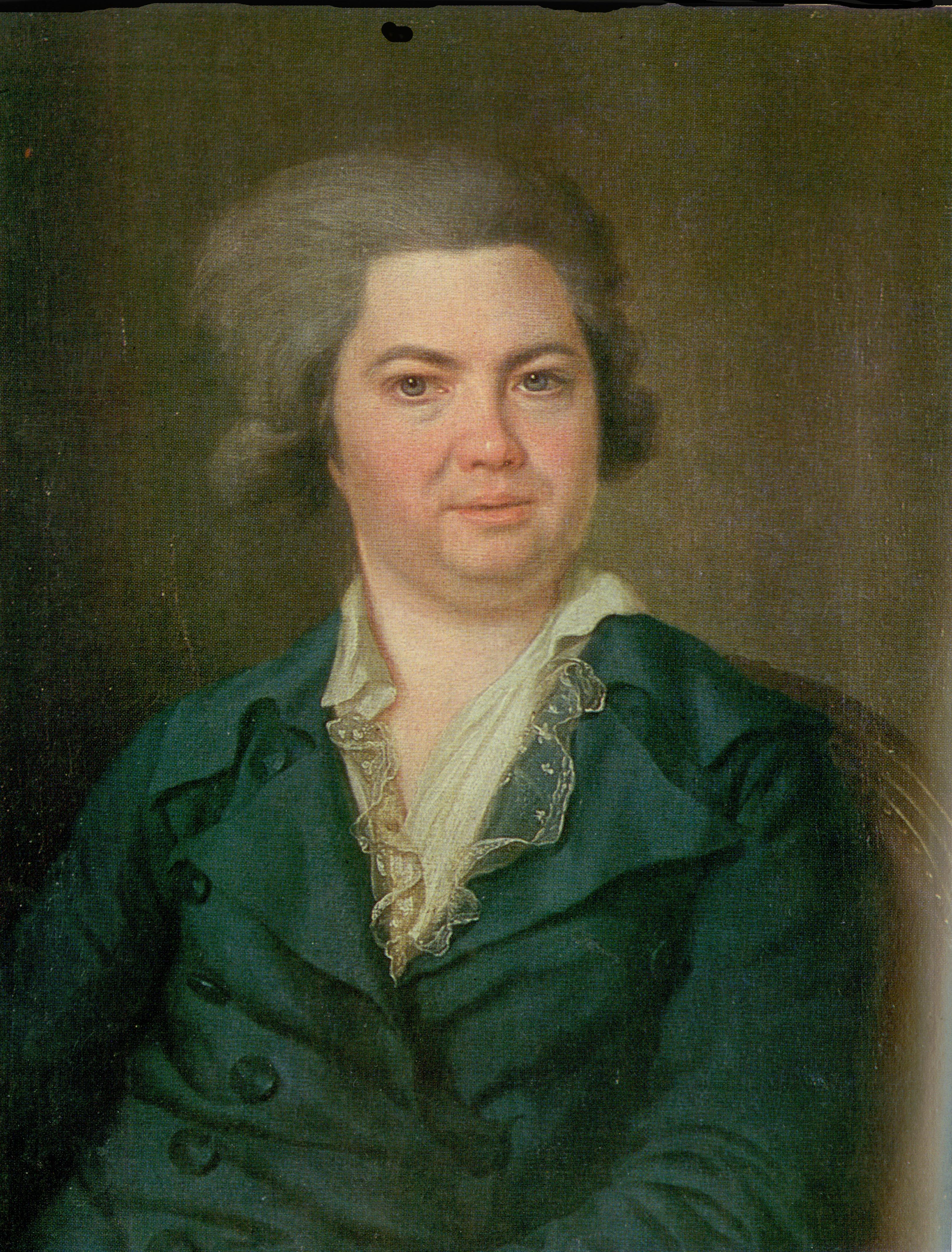
Artemi Ivanovitch, fils
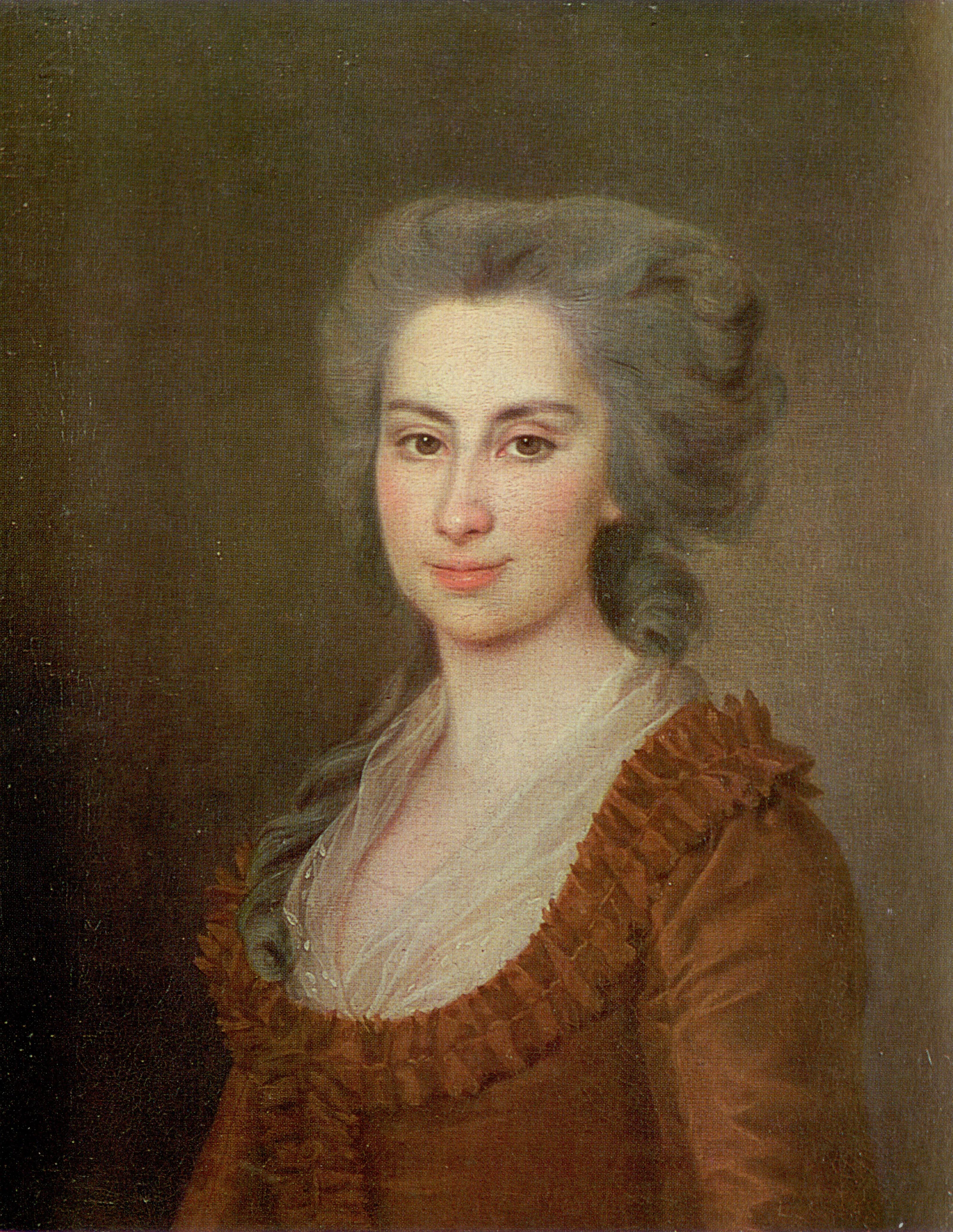
Prascovie Diodorovna, belle-fille

Deux obélisques jumelés rappelaient aux propriétaires la visite du domaine en 1775 de Catherine la Grande. Bien que des tilleuls épais bloquent la vue sur le palais de ceux qui passaient le long de la grand-route de Kalouga, Chtchekatov et Maximovitch écrivent dans leur Dictionnaire géographique (1801): « La campagne de Voronovo, qui appartient au comte Ivan Larionovitch Vorontsov, s'étire du village de Motcha sur deux verstes. Par la multitude de constructions en pierre qu'elle renferme, elle représente de loin l'aspect d'un magnifique château. » Cependant au moment de la publication de ce dictionnaire, le domaine avait déjà été vendu par le comte Vorontsov, qui avait besoin d'argent. L'acheteur, le comte Rostopchine, favori de Paul Ier, l'acquiert pour 320 000 roubles.
Après la mort de son protecteur, Rostopchine vit toute l'année pendant huit ans à Voronovo dans la position d'un semi-disgracié, engagé dans l'écriture; il reçoit Madame de Staël, fait construire par l'ingénieur Franz Xaver Leppich un « vaisseau volant », cultive des fruits méditerranéens dans une serre, engage un agronome d'Angleterre et un jardinier du Wörlitz. Il fait construire de somptueuses écuries pour cent chevaux. Seule la tour subsiste aujourd'hui. Le domaine de Rostopchine devient un modèle pour d'autres aristocrates moscovites et est considéré comme la fierté de l'ouïezd de Podolsk. Inspiré par des exemples anciens, après l'entrée des armées napoléoniennes à Moscou, le comte Rostopchine brûle personnellement son palais avec toute sa décoration luxueuse, laissant une plaque avec l'inscription:
|                                                                                  |  |  |
| Le manoir de Voronovo et la petite maison hollandaise, dessin de Gaston de Ségur |  |  |

« Pendant huit ans j'ai arrangé ce village, où j'ai goûté le bonheur en famille. À votre approche, les habitants du village au nombre de 1 720 vont quitter leurs maisons, et je vais mettre le feu à ma maison pour qu'elle ne soit pas souillée par votre présence. »
Cet acte, inédit dans l'histoire russe, laisse une impression indélébile sur ses contemporains. Un autre événement marquant est la conversion au catholicisme de la maîtresse du domaine, la comtesse Catherine Rostopchine, mère de la future comtesse de Ségur. À la fin de la guerre, Rostopchine est accusé d'avoir incendié Moscou et s'enfuit à l'étranger. Son fils, Andreï Rostopchine, et sa belle-fille, Eudoxie Rostopchine, après avoir chanté en vers Voronovo, se mettent à rebâtir le manoir sur les fondements de l'ancien. Sous des formes simplifiées, le résultat est un manoir à un étage assez banal, que l'on peut voir sur les croquis réalisés en 1839 et 1842 par leur neveu Gaston de Ségur, venu dans sa jeunesse rendre visite à sa grand-mère pendant un long séjour.
Au milieu du XIXe siècle, Voronovo est vendu par André Rostopchine et ajouté au collier de domaines des alentours de Moscou appartenant à la famille Cheremetiev, le comte Alexandre Dmitrievitch puis son beau-frère et cousin, le comte Sergueï Dmitrievitch. Il fait construire  une haut toit mansardé à la mode française; il refait l'aile Sud, élargissent la galerie et sur la façade d'honneur fait construire une arcade ouverte avec balcon. La dernière propriétaire avant la Révolution d'Octobre est la comtesse Anna Sergueïevna Sabourova, née Cheremetieva, épouse du gouverneur de Pétrograd. Le couple ne s'y rendait qu'une fois par an pour une villégiature d'été.
Après 1917, tous les trésors d'art du domaine ont été pillés, quatre portraits ont été apportés au fonds du musée. Le manoir sert de maison de vacances pour la nomenklatura après la Révolution. L'historien d'art Nikolaï Taraboukine est enterré dans le parc en 1956.

## Édifices

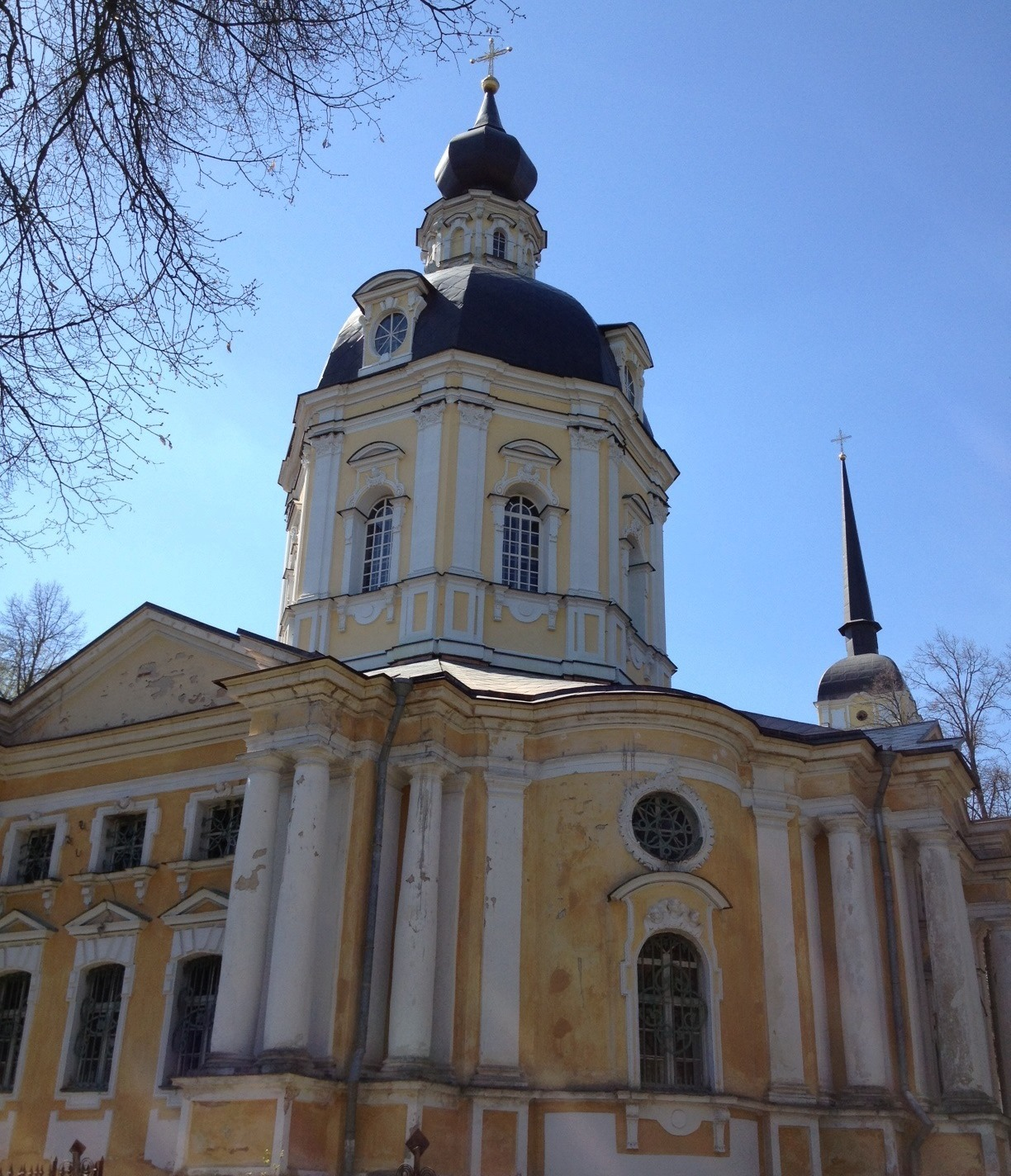
Vue de l'église du domaine.

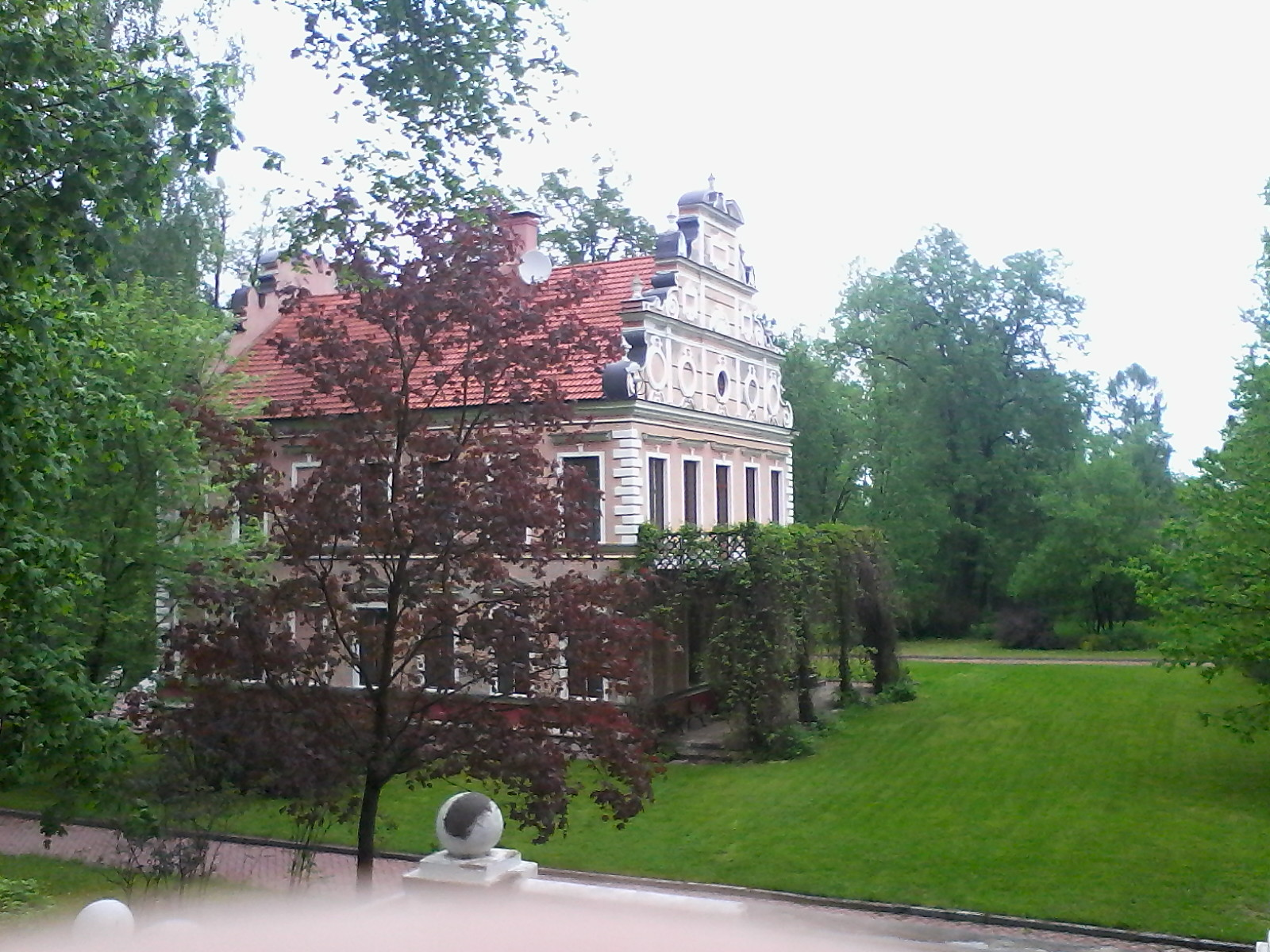
La petite maison hollandaise.

- Maison de maître refaite au XIXe siècle, manoir dans le style éclectique avec deux aîles basses. En 1949, la structure est entièrement reconstruite à l'intérieur pour accueillir une maison de vacances. « Dans le même temps, le bâtiment a reçu une nouvelle extension au centre de la façade orientale avec un portique fortement en saillie. L'aile nord (aile et ancienne galerie-passage) n'a guère subi de modifications, et l'aile sud a été restaurée selon son modèle originel»[3].
- Église du Sauveur avec des autels secondaires pour saint Arthème et sainte Marie l'Égyptienne (plus tard saint Nicolas), patrons des propriétaires, avec un clocher séparé et une chapelle funéraire des membres de la famille Vorontsov, construite en 1752-1762 dans le style baroque tardif (sans doute par Karl Blank). L'église n'a pas été fermée par les autorités communistes pendant la période soviétique, c'est pourquoi l'intérieur a conservé son décor d'origine. L'higoumène Panteleïmon (Lebedev) est enterré sous l'autel; il a été recteur de l'église de 1979 à 1994 et a beaucoup œuvré pour sa conservation.
- Petite maison hollandaise: Cette demeure avec des frontons présentant des statues et des vases décoratifs répète un pavillon du parc de Kouskovo qui appartenait aussi aux Cheremetiev, construite par Blank dans le style baroque pétrinien.
- Grandes écuries avec une tour et un parc aux allées à angle droit bordées de tilleuls datant de la moitié du XVIIIe siècle. Le parc a été réaménagé à la fin du XIXe siècle par le fameux Arnold Regel[2].